# Orgone
 (janvier 2023).
Si vous disposez d'ouvrages ou d'articles de référence ou si vous connaissez des sites web de qualité traitant du thème abordé ici, merci de compléter l'article en donnant les références utiles à sa vérifiabilité et en les liant à la section « Notes et références ».

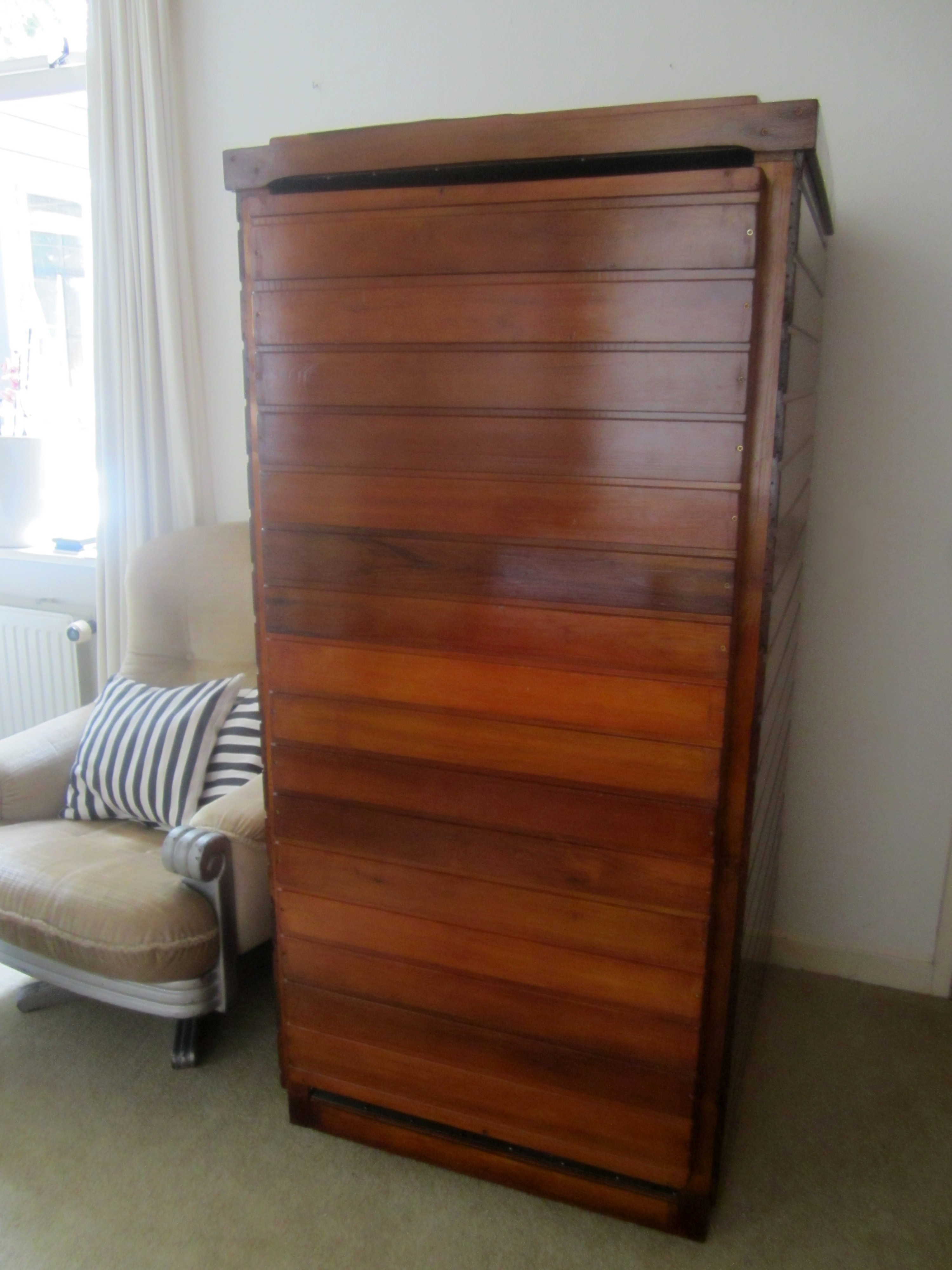
Accumulateur d'énergie orgone (ORAC) à taille humaine, porte fermée. Conception conforme aux directives de Wilhelm Reich.

« Orgone » est le terme inventé (à partir des mots « orgasme » et « organisme ») par Wilhelm Reich, psychiatre et psychanalyste, pour désigner « l'énergie de la Vie ».

## Théorie
Wilhelm Reich s'est initialement appuyé sur ses expériences orientées sur la pertinence de la libido, visant à démontrer que l’hypothèse centrale de Sigmund Freud relative à la puissance du rapprochement sexuel pouvait être effectivement d’origine électrique. Finalement, l'électricité n'est, selon lui, qu'un aspect de cette « énergie de la Vie ».

## Expériences
La théorie de l'« orgone » est considérée comme de la pseudoscience et les expériences menées sur le sujet se sont avérées catastrophiques,.

### Travaux cités
- (fr) L'accumulateur d'orgone et son usage médical par Wilhelm Reich